# Апиоза
Апио́за — является развлетвлённым моносахаридом, остатки которого участвуют в синтезе структуры галактоуроновой кислоты — образующей пектины. Этот синтез пектинов происходит, например в петрушке и во многих других растениях
Входит в состав компонентов клеточной стенки растений (в составе рамногалактоуронана-II). Кристаллическое вещество, хорошо растворимое в воде. Апиоза относится к альдегидопентозам, из-за наличия альдо-группы — это типичный восстанавливающий моносахарид.
Впервые получена в 1901 году Э. Фонгерихтеном из апиина.
Для получения апиозы используют апиоза-1-редуктазу с НАД+ и спирт D-апиитол, при этом выделяются НАДН и H+

## Распространение в природе
В связанном виде — в составе гликозида-флавоноида апиина, который содержится в петрушке. Также апиоза была обнаружена в гликозидах растений Hevea Brasiliensis и Posidonia australis — сорняке из рода Posidonia.